# Hermano Sangre
Hermano Sangre (Brother Blood en inglés) es el nombre de dos supervillanos que aparecen en los cómics estadounidenses publicados por DC Comics. La primera iteración, Sebastian Sangre VIII, es un sacerdote hambriento de poder y líder de la Iglesia de la Sangre, así como la octava persona en el Universo DC en asumir el manto, después de matar a su padre y quitarle el manto de Hermano Sangre. Esta tradición se ha prolongado durante generaciones, desde el siglo XIII, cuando nació el primer Hermano Sangre después de obtener el manto de oración de Cristo y adquirir habilidades sobrehumanas. Como Hermano Sangre, Sebastian sirvió como un adversario recurrente de los Jóvenes Titanes y archienemigo de Cyborg, hasta ser asesinado por su sucesor, Sebastian Sangre IX.
Una iteración diferente de Hermano Sangre apareció en la serie animada Teen Titans de 2003, y su spin-off de 2013, Teen Titans Go!, con la voz de John DiMaggio. Sebastian Sangre también fue un personaje recurrente en la segunda temporada del programa Arrow de The CW Arrowverso, interpretado por Kevin Alejandro. Joseph Morgan aparece como el personaje de la cuarta temporada de la serie de Netflix Titanes.

## Historial de publicaciones
El primer Hermano Sangre, Sebastian Sangre VIII, debutó en The New Teen Titans # 21 (julio de 1982), creado por el escritor Marv Wolfman y el artista George Pérez. Fue un enemigo habitual de los Jóvenes Titanes durante muchos años. 
El segundo Hermano Sangre, Sebastian Sangre IX, debutó en Outsiders # 6 (enero de 2004), creado por el escritor Judd Winick y el artista ChrisCross.

## Historia

### Sebastian Sangre VIII
El primer Hermano Sangre (llamado Sebastian Blodisyan o Sebastian Sangre), encontrado por los Titanes, fue el octavo en llevar el título. Setecientos años antes, un sacerdote de la nación ficticia de Zandía (Armenia) llamado hermano Sebastián mató a otro sacerdote para hacerse con lo que él creía que era el manto de oración de Cristo. El chal le dio invulnerabilidad y redujo su envejecimiento, pero el sacerdote al que mató lo maldijo para que lo matara su hijo antes de cumplir los cien años. Al hacerlo, su hijo se convirtió en el segundo Hermano Sangre. Él, a su vez, fue asesinado por su hijo, y esto continuó durante siete siglos.
El octavo Hermano Sangre es, aparentemente, el primero que desea extender la Iglesia de la Sangre más allá de Zandía. Quiere que la Iglesia sea una potencia mundial. La Iglesia de la Sangre comenzó a operar en Estados Unidos, y los Titanes fueron llamados a investigar cuando una exnovia de Cyborg intentó escapar de este culto. Debido a la influencia de la Iglesia de la Sangre, los Titanes encontraron difícil moverse en su contra, especialmente cuando la opinión pública se volvió contra ellos por Bethany Snow, una reportera que también era miembro de la Iglesia.
Hermano Sangre le lavó el cerebro a Nightwing e intentó tomar el control del poder de Raven. Ella lo derrotó, y su mente aparentemente fue destruida. La esposa del Hermano Sangre, Madre Mayhem, más tarde dio a luz a una niña, lo que sugiere que la maldición había terminado.

### Sebastian Sangre IX
Algún tiempo después, en Outsiders (vol. 3), Hermano Sangre volvió a la villanía. Poco después de recrear su culto, fue asesinado por un joven, Sebastian, que decía ser el nuevo Hermano Sangre.
Este Hermano Sangre adolescente aparentemente basó todas sus decisiones en los consejos de Madre Mayhem, pero en realidad se trataba de una cultista elegida al azar y asesinada si el consejo no era lo que quería escuchar. También exhibió habilidades vampíricas.
Reveló que el Culto a la Sangre se basaba en la adoración de Trigon el Terrible. Fue por esta razón que la nueva Novia de Sangre sería Raven. Los Titanes pudieron salvar a Raven, pero la Iglesia de Sangre continuó. Hermano Sangre tarde apareció en Teen Titans # 30, un miembro de la Sociedad Secreta de Super Villanos de Alexander Luthor, Jr. en el que afirmaba una no muerta Lilith Clay para ser su madre. También convocó al primer Hawk y Dove, Phantasm, Kole y Aquagirl de entre los muertos para que fueran sus propios Jóvenes Titanes. Hermano Sangre fue detenido por Kid Eternity y enviado al octavo nivel del Infierno, pero no antes de que Kid Eternity convocara a los Hermanos Sangres del pasado, todos los cuales descargaron su ira y odio en Sebastian.
A raíz de la miniserie "Reign In Hell", Sangre, ahora un adulto, escapó de su encarcelamiento y fue rechazado por Kid Eternity. La pelea entre los dos los llevó a la Torre de los Titanes, donde Sangre luchó contra los Titans. Después de drenar los poderes de Red Devil, Sangre se dio cuenta de que se había contaminado con la influencia de Neron y huyó de la batalla. Más tarde fue visto acercándose a una mujer desconocida, buscando convertirla en su nueva madre.
Algún tiempo después, los Seis Secretos fueron contratados para infiltrarse en uno de los cultos de Sangre y rescatar a un adolescente adinerado que había sido forzado a ingresar al grupo contra su voluntad. Después de que se descubrió la tapadera del equipo, procedieron a matar a varios miembros de la iglesia y finalmente destruyeron su complejo.

### The New 52
En septiembre de 2011, The New 52 reinició la continuidad de DC. En esta nueva línea de tiempo, El Culto de Sangre (una vez más como peones de Trigon) hace su debut en el número uno de Phantom Stranger. El propio Hermano Sangre aparece en Ravagers. Sangre secuestra al equipo con la intención de usar los poderes de Beast Boy en un ritual para viajar en la dimensión de Rojo. Los Ravangers logran interrumpir el ritual mientras Terra lo entierra vivo. Sobrevive y regresa en Animal Man, donde se revela que su obsesión con el Rojo vino de ser su primera opción de campeón antes de que Buddy Baker fuera elegido.

### Madre Sangre
Una "Madre Sangre" aparece en la serie DC Rebirth de Teen Titans. Esta mujer llamada Sonya Tarinka  tiene una profunda conexión con The Red, así como con el líder anterior. Se muestra que tiene el poder del control mental mientras controlaba a Beast Boy.

## Poderes y habilidades
El primer Sangre es un oponente formidable que está respaldado por una gran cantidad de seguidores fanáticos. Es un manipulador experto que se alimenta de la fe de sus miembros. Envejece a un ritmo mucho más lento que los humanos normales. Hermano Sangre es inmune al alma de Raven debido a los poderes de su chal. También es casi invulnerable y tiene una fuerza física sobrenatural.
Los poderes del segundo Sangre funcionan de manera similar a los de un vampiro: obtiene fuerza de la sangre y puede asumir las habilidades de cualquiera cuya sangre haya probado. Como el primer Sangre, está respaldado por una gran cantidad de seguidores fanáticos.

## Otras versiones

### Smallville
Hermano Sangre aparece en el cómic digital de la temporada 11 de Smallville basado en la serie de televisión.

### Flashpoint
En la línea de tiempo alternativa del evento Flashpoint, Hermano Sangre es mencionado por su exalumno, Jason Todd, como un narcotraficante en desarrollo.

## Apariciones en otros medios

### Televisión

#### Animación
- Hermano Sangre aparece como el principal antagonista de la tercera temporada de Los Jóvenes Titanes, con la voz de John DiMaggio. En el programa, Hermano Sangre es el carismático—y sádico—Director de la Academia H.I.V.E.. Sus poderes son muy diferentes a los de su encarnación en el cómic, un poderoso psíquico que controla mentalmente a sus estudiantes para mantenerlos bajo su esclavitud. También se le muestra usando sus poderes psíquicos para una variedad de otros propósitos, como producir rayos de fuerza letales, teletransportación, escudos de energía, telequinesis o alteración de la percepción, y también tiene una memoria fotográfica. El productor y escritor David Slack dijo: "Al final, tratamos de convertirlo en el anti-Slade. Donde Slade se esconde en las sombras, Hermano Sangre ama ser el centro de atención. Slade siempre tiene algún motivo oculto, el Hermano Sangre te dirá lo que está planeando de inmediato. Entonces hay algo de contraste ahí. Ni siquiera estábamos seguros de poder usar ese nombre. Creo que lo importante que mantuvimos fue que él era el líder de una secta. Mantuvimos ese papel y nos inspiramos en los líderes de las sectas sobre los que leímos. Son personas aparentemente encantadoras. A partir de ahí, le dimos este tipo de "poder de tentación", esta capacidad de controlar las percepciones de las personas. Y el poder de la persuasión. No profundizamos demasiado en el personaje de los cómics, porque gran parte de eso estaba fuera de lo que podríamos hacer. Definitivamente es uno de los que nos hemos desviado más".
- Hermano Sangre aparece en Teen Titans Go!, expresado nuevamente por John DiMaggio. En el episodio "Waffles", planea obtener acceso al arsenal de armas de la Torre de los Titanes. Para tener éxito, secuestra a los Jóvenes Titanes (excepto Beast Boy y Cyborg) y los obliga a darles sus contraseñas de voz para tener acceso. Sin embargo, su plan fracasó cuando los Titanes le molestaban constantemente diciendo "gofres".

#### Acción en vivo
- Hermano Sangre aparece en Arrow, interpretado por Kevin Alejandro. De día, Sebastian Sangre es un carismático exconcejal y candidato a la alcaldía de Starling City, y amigo personal de Oliver Queen, también conocido como Arrow. Por la noche es el líder de una "Iglesia de Sangre", heredada de un hombre llamado Padre Roger Trigon, bajo el nombre de "Hermano Sangre". Sangre es un orador político muy motivado que no teme correr riesgos que pongan en peligro la vida de la gente de Starling, pero como Brother Blood usa una máscara de calavera con un modificador de voz, que opera principalmente en secreto. Sangre secuestra a los criminales y les inyecta un suero llamado Mirakuru, matando accidentalmente a Xavier Reed y Max Stanton, antes de hacer su primera inyección exitosa con Cyrus Gold, quien gana una gran fuerza. Se revela que Sangre está en alianza con Slade Wilson, con Slade respaldando la propia campaña de Sangre para alcalde, pero después de la muerte de su rival de campaña Moira Queen, Sangre se enteró de que Slade tenía la intención de destruir por completo Starling City, cuando le dijeron a Sangre que sería muy dañada para que Sangre pudiera reconstruirla. Sangre intentó traicionar a sus antiguos socios dándole a Oliver Queen información vital a cambio de indulgencia, pero fue asesinado por la aliada de Slade, Isabel Rochev, después de proporcionarle a Oliver muestras de Mirakuru para que Oliver pudiera refinar la cura.
- Hermano Sangre aparece en la temporada 4 de Titanes, interpretado por Joseph Morgan.[16] Esta versión se conoce con el nombre de Sebastian Sanger,[17] un taxidermista de Metrópolis que comienza a ver alucinaciones de sangre y a escuchar cánticos. Su historia de fondo es la de un huérfano, pero se revela que es un hijo de Trigon, ya que su madre biológica, "Madre Mayhem", fue una vez su novia, lo que lo convierte a él y a Raven en medios hermanos.[18]

### Película
- Hermano Sangre aparece como el principal antagonista en Teen Titans: The Judas Contract, con la voz de Gregg Henry. En la película, es el líder de H.I.V.E., un culto que busca el dominio divino sobre la humanidad. Blood dice tener cientos de años, atribuyendo su larga vida a su práctica de bañarse en la sangre de sus enemigos. Sangre tiene a Deathstroke y Terra secuestra a la mayoría de los Jóvenes Titanes para drenar sus poderes y así convertirse en un ser divino. Sin embargo, el plan se ve frustrado por Nightwing (el único Titán que escapó del plan) y Terra enfurecida, que fue traicionada por Deathstroke. Al final, Sangre es despojado por Raven y asesinado por su asistente, Madre Mayhem, para evitar que sea encarcelado; sus cuerpos son posteriormente aplastados por los escombros cuando Terra hace que el templo de H.I.V.E. se derrumbe.

### Videojuegos
- Hermano Sangre aparece en DC Universe Online, con la voz de Ev Lunning. El Hermano Sangre y su culto intentan traer a Trigon a la Tierra levantando a los demonios de los Siete Pecados Mortales. Brother Blood es derrotado por los jugadores y los Centinelas de Magia. Le sirven clérigos, esbirros de la Envidia, esbirros de la Gula, esbirros de la Codicia, esbirros de la Lujuria, esbirros de la Pereza, esbirros de la Ira, paladines, sacerdotes, un exarca de la Gula y un exarca de la Ira.

### Varios
- En el cómic relacionado con Arrow, temporada 2.5, número 2, se muestra que el hermano Blood está vivo y lidera su recién fundada Iglesia de Sangre. Pero en el próximo número, se revela que Clinton Hogue (interpretado por Roark Critchlow en Arrowlive-action), la ayuda de Sebastian, ha tomado su apodo y ahora es el hombre bajo la máscara de calavera. En el número 4, también se descubre, a través de flashbacks, que Hogue es un teólogo devoto y humildemente sirve a una deidad sin nombre. Más tarde, se muestra que Hogue está presente cuando Sebastian es asesinado, creyendo que su muerte es una señal de que el manto ahora le pertenece. En el presente, está conectado con un grupo de mercenarios en Bludhaven llamado Renegades y hace que un perfilador dibuje bocetos de las dos personas responsables de su captura e interrogatorio, John Diggle y Felicity Smoak. Mantiene a Felicity cautiva, pero Oliver la rescata y Roy Harper echa a Hogue del edificio en el que se encuentran, lo que hace que caiga y muera.[19]
- La novela relacionada con Arrow llamada Arrow: Vengeance explora más sobre su historia de fondo: Sebastian era un joven que nació y se crio en el vecindario plagado de crímenes conocido como Glades. Su padre, Sebastián Sangre, lo maltrataba a él y a su madre y le decía que con frecuencia tenía pesadillas, imaginándolo en la imagen de una calavera. Sebastian se hizo amigo de un adolescente llamado Cyrus Gold y de su mentor, el padre Trigon. Un día, su padre llegó a casa distanciado y amenazó con matarlo, pero Gold y Trigon (disfrazados de Acólito y Diablo) irrumpieron y lo golpearon. Trigon le sugirió a Sebastian que tomara el arma de su padre y lo matara, lo cual hizo. Su madre Maya Resik recibió la culpa por la muerte de su esposo, fue arrestada y llevada a una institución psiquiátrica. Cuando Sebastián fue recibido en el Orfanato de Zandía, se reunió con Gold, ahora un predicador, y lo vio como una figura parecida a un hermano mayor. Creó una máscara de calavera para vencer los propios miedos sobre las pesadillas de su padre. Trigon le colocó la máscara en una ceremonia, donde Sebastian se convirtió oficialmente en miembro de la Iglesia de Sangre como Hermano Blood, jurando proteger a los más pobres de la ciudad y a los huérfanos de Zandía, sin importar el costo. Más tarde se reunió con el mercenario Slade Wilson / Deathstroke, quien le ofreció convertirse en alcalde de Starling City.